# 杉元宣
杉 元宣（すぎ もとのぶ）は、日本の戦国時代から安土桃山時代にかけての武将。防長経略以後は毛利氏家臣となる。通称は小次郎。父は杉元相。妻は児玉元良の娘で、後に毛利輝元の側室となる周姫（清泰院）。養子に杉元常がいる。

## 生涯

### 大内氏家臣時代
豊前国の名族・杉氏の一門で周防国を本拠とする「杉次郎左衛門家」当主で、大内氏家臣の杉隆相（後の杉元相）の嫡男として生まれる。
初名と言われていた「長相」は、元宣ではなく、父元相の諱出ることが明らかになっている。
弘治元年（1555年）から始まる毛利元就による防長経略では、山代衆の残党と共に周防国玖珂郡宇塚の成君寺山城に籠って抵抗したが、毛利氏に降伏し、以後は毛利氏の家臣として父と共に忠勤に励む。また、元就の長男で毛利氏当主の毛利隆元から偏諱を賜り、「元宣」と名乗った。

### 毛利氏家臣時代
天正8年（1580年）10月6日、父・元相と共に3町分の段銭を興元寺に寄進する。
天正11年（1583年）8月、桂広信、包久景勝と共に伊予中野城に在城していたところを長宗我部元親の軍が襲来したが、奮戦して撃退することに成功する。
天正12年（1584年）、児玉元良の娘・周姫（清泰院）と婚姻する。
天正13年（1585年）1月26日に父・元相が病死すると家督と周防国都濃郡野上庄の所領を相続し、毛利輝元に仕えてしばしば軍功を立てた。同年4月、元宣を施主として、周防国佐波郡植松村の植松八幡宮を再建する。また、同年11月19日に舅の児玉元良が死去している。
天正14年（1586年）、豊臣秀吉の九州征伐では小早川隆景の配下に入って筑前国へ出陣し、以後長く筑前国に滞在した。

### 非業の死
天正16年（1588年）秋、周姫が元宣の妻になっても諦めきれない輝元は、家臣の佐世元嘉、杉山元澄（土佐守）・就澄（清兵衛）父子らに命じて、周姫を奪い、自身の側室とした。
主君とはいえ輝元の悪行に激怒した元宣は、周姫を取り戻すため、天正17年（1589年）3月1日に筑前国を出立し帰国の途についた。元宣の出立を知った小早川隆景は、血気にはやる元宣が帰国すれば如何なる珍事を起こすか知れないことから、元宣を不憫に思いながらも御家の大事のため、村上景親や井上景政らに追跡を命じ、元宣に追いつけば説得して連れ戻し、どうしても説得に応じない場合は討ち果たすよう命じた。事は主君相手の一大事であることから、元宣は父・元相の位牌や今まで世話になった者へ暇乞いをするために一度、野上庄に立ち寄ったが、野上庄を出立した際に海が荒れたため、粭島沖にある「大島の船隠し」と呼ばれる入り江に退避していた所を村上景親の船に追いつかれた。元宣は説得に応じなかったため、3月6日夜に殺害され、その後、杉氏の菩提寺である興元寺にある父・元相の墓の側に葬られた。
周防国や長門国において口伝され流布されてきた物語を集めた『古老物語』に収録された伝承よると、元宣殺害の事実は伏せられ、公には「風で船が沈んで溺死した」とされたが、その後、毛利家の船が徳山湾の沖を通ると海が荒れるようになり、広島域中では奇怪な事件が相次いだという。
なお、元宣の元妻・周姫は広島城二の丸に住んだことから、二の丸殿と呼ばれ、輝元との間に萩藩主・毛利秀就や徳山藩主・毛利就隆らをもうけた。

### 死後
元宣の死の1ヶ月半後の天正17年（1589年）4月20日、杉氏の所領であった周防国佐波郡植松村の内の1町6段半30歩の田と3段大の畠が、毛利輝元によって周防国吉敷郡山口の多賀神社に寄進された。
元宣の死により、元宣の同族である杉元常が養子として家督を相続したが、元常が死去すると、「杉次郎左衛門家」は断絶した。
慶長4年（1599年）10月14日に毛利輝元の命を受けた佐世元嘉が杉元相・元宣父子の菩提を弔うために興元寺の寺領を安堵した。
安政5年（1859年）11月6日、徳山藩の祈祷所である常祷院の参道の西側にある辻村の内に元相父子を祀る「杉家両霊社」の上棟式が行われ、万延元年（1860年）閏3月11日に遷宮式が行われている。元相の神号を「順成霊神」、元宣の神号を「給足霊神」とし、惣社号を「和亨社」、毎年の祭日を3月20日とした。

## 墓所
杉元相・元宣父子の墓は興元寺境内の墓地内に存在しており、墓域の右側に興元寺の歴代住職の墓、左側に杉氏一族の墓と思われる古塔群があるが、父子の墓だけは石造りの玉垣で囲まれて保護されており、墓前には香炉と一対の花立てが備えられている。父子の墓石はいずれも安山岩製の宝篋印塔で、構造や形式もほぼ同様であり、相輪部と主体部をそれぞれ一石から彫成し、伏鉢の下端に枘を作って笠の上端の枘穴を差し込んで接続した比較的単純な構造となっている。相輪の作りは鈍重で、外側に張り出して傾斜する隅飾りや、基礎の格狭間の硬直した形、請花と反花の花弁の簡単な線刻表現等、近世初頭の特色をよく示している。また、塔の全長は元相の塔が約150cm、元宣の塔が約123cmと当時としてはかなり大型である。なお、元相の塔は基礎の格狭間の中に法名の「興仲」の二字が陰刻されているが、元宣の塔は無銘となっている。
また、興元寺には、白馬に乗った元宣の幽霊が山門から現れてかつての領地を走り回るという伝説も伝わっており、興元寺では山門を固く閉ざして「不開の門」とし、別に山門を建て、仏前に回向することを続けた。毛利氏ではたびたび興元寺に寺領を寄進して杉氏の供養を長く続けたという。
昭和51年（1976年）7月1日の防長新聞において、徳山市文化財審議会が久米の慈福寺宝篋印塔と杉元相父子墓所を文化財に答申した旨の記事が掲載され、同年7月26日に徳山市（後に合併し周南市）の記念物（史跡）に指定されている。